# コール・ラーレン
コール・ラーレン（Kohl Laren、1995年8月22日 - ）は、アメリカ合衆国の男性総合格闘家。カリフォルニア州ハンティントンビーチ出身。LINEAGE MUAY THAI所属。

## 来歴
プロ転向とLFA参戦
	•	2023年、『Urijah Faber’s A1 Combat 22』でプロMMAデビュー。
	•	2023年12月にはLFA初参戦（LFA：北米の有力MMAプロモーション、UFC登竜門的存在）でイレイ・バーズィレイと対戦。打撃と組技を見せたものの、判定負けを喫しました ￼。
LFA 208での試合
	•	2025年5月9日（現地）／日本時間5月10日、LFA 208大会にて“NFC ブラックパンサー”ベイノアと対戦。ラーレンはMMA戦績が4勝3敗、29歳のベテラン対決として注目されました ￼。
	•	試合は判定でベイノアが3‑0勝利。ラーレンはジャブや右ローの低め蹴りなどを織り交ぜ、サウスポー構えや左右スイッチなど多彩な打撃も見せたが、相手にペースを握られた結果となりました

## 戦績
| 総合格闘技 戦績 | 総合格闘技 戦績 | 総合格闘技 戦績 | 総合格闘技 戦績 | 総合格闘技 戦績 | 総合格闘技 戦績 | 総合格闘技 戦績 |
| --------------- | --------------- | --------------- | --------------- | --------------- | --------------- | --------------- |
| 8 試合          | (T)KO           | 一本            | 判定            | その他          | 引き分け        | 無効試合        |
| 4 勝            | 4               | 0               | 0               | 0               | 0               | 0               |
| 4 敗            | 0               | 0               | 4               | 0               | 0               | 0               |

| 勝敗 | 対戦相手                   | 試合結果              | 大会名                                          | 開催年月日     |
|      | ジャスティン・コーネル     | 試合前                | LXF 26                                          | 2025年8月9日   |
| ×    | ノア・ベイ                 | 5分3R終了 判定0-3     | LFA 208: Mecate vs. Reyes                       | 2025年5月9日   |
| ×    | イライ・バルジライ         | 5分3R終了 判定0-3     | LFA 198: Miranda vs. Oyarzun                    | 2024年12月6日  |
| ○    | カレブ・テンパス           | 1R 4:54 TKO（パンチ） | Fight Club OC                                   | 2024年10月24日 |
| ○    | ジェレミー・ファットルッソ | 1R 3:04 TKO（パンチ） | Fight Club OC                                   | 2024年8月29日  |
| ×    | エリック・コルテス         | 5分3R終了 判定0-3     | Urijah Feber's A1 Combat 22: Felipe vs. Butcher | 2024年7月20日  |
| ○    | ゲイリー・エヴァンス       | 1R 5:00 TKO（棄権）   | Fight Club OC                                   | 2024年2月25日  |
| ○    | クリスチャン・クロス       | 2R 1:21 TKO（パンチ） | Urijah Feber's A1 Combat 14: Sanchez vs. Hoch   | 2023年9月2日   |
| ×    | ジェームズ・ギトリー       | 5分3R終了 判定0-3     | Fight Club OC: Laren vs. Guitry                 | 2023年2月16日  |

### アマチュア総合格闘技
| 勝敗 | 対戦相手               | 試合結果              | 大会名                                  | 開催年月日    |
| ○    | アドルフォ・ヒメネス   | 1R 0:33 TKO           | SSP Fight Night 52                      | 2023年1月7日  |
| ×    | ブラヒャン・ズルチャー | 3R 1:04 TKO（パンチ） | Tuff-N-Uff - Fight Night: Orleans Hotel | 2018年7月27日 |
| ×    | エレネオ・ロディージョ | 2R 0:12 KO            | GetDown Fight 12                        | 2014年5月10日 |